# Bahnstrecke Haldensleben–Weferlingen
| Strecke                                               |        | von Magdeburg                                                  | von Magdeburg                                                  |
| Abzweig geradeaus und ehemals von links               |        | von Eilsleben                                                  | von Eilsleben                                                  |
| Bahnhof                                               | 0,000  | Haldensleben                                                   | Haldensleben                                                   |
| Brücke über Wasserlauf                                |        | Mittellandkanal                                                | Mittellandkanal                                                |
| Abzweig geradeaus und nach rechts                     |        | nach Gardelegen                                                | nach Gardelegen                                                |
| Blockstelle                                           | 2,600  | Bülstringen Florastraße                                        | Bülstringen Florastraße                                        |
| Abzweig geradeaus und nach rechts                     |        | nach Oebisfelde                                                | nach Oebisfelde                                                |
|                                                       |        |                                                                |                                                                |
| Wechsel des Eisenbahninfrastrukturunternehmens        | 2,909  | Infrastrukturgrenze DB InfraGO/HVLE                            | Infrastrukturgrenze DB InfraGO/HVLE                            |
|                                                       |        |                                                                |                                                                |
| Blockstelle                                           | 4,737  | Süplingen (Abzw)                                               | Süplingen (Abzw)                                               |
| Abzweig geradeaus und nach links                      |        | nach Dönstedt-Steinwerke                                       | nach Dönstedt-Steinwerke                                       |
| ehemaliger Haltepunkt / Haltestelle                   | 6,2155 | Süplingen (Hp)                                                 | Süplingen (Hp)                                                 |
| Abzweig geradeaus und nach links                      | 7,700  | Awanst Bodendorf 1                                             | Awanst Bodendorf 1                                             |
| ehemaliger Haltepunkt / Haltestelle                   | 8,427  | Bodendorf (Kr Haldensleben)                                    | Bodendorf (Kr Haldensleben)                                    |
| Abzweig geradeaus und von links                       | 8,637  | Awanst Bodendorf 2                                             | Awanst Bodendorf 2                                             |
|                                                       |        |                                                                |                                                                |
| Blockstelle                                           | 9,940  | Emden (Kr Haldensleben) (ehem Hp) Infrastrukturgrenze HVLE/LWS | Emden (Kr Haldensleben) (ehem Hp) Infrastrukturgrenze HVLE/LWS |
|                                                       |        |                                                                |                                                                |
| Dienststation / Betriebs- oder Güterbahnhof           | 11,793 | Altenhausen (Bfu)                                              | Altenhausen (Bfu)                                              |
| ehemaliger Haltepunkt / Haltestelle                   | 13,873 | Ivenrode (ehem Hp)                                             | Ivenrode (ehem Hp)                                             |
| ehemaliger Haltepunkt / Haltestelle                   | 15,909 | Bischofswald (Kr Haldensleben) (ehem Hp)                       | Bischofswald (Kr Haldensleben) (ehem Hp)                       |
| ehemaliger Haltepunkt / Haltestelle                   | 18,139 | Hörsingen (ehem Hp)                                            | Hörsingen (ehem Hp)                                            |
| ehemaliger Haltepunkt / Haltestelle                   | 21,939 | Behnsdorf (ehem Hp)                                            | Behnsdorf (ehem Hp)                                            |
| ehemaliger Haltepunkt / Haltestelle                   | 24,016 | Graui (ehem Hp)                                                | Graui (ehem Hp)                                                |
| ehemaliger Haltepunkt / Haltestelle                   | 26,026 | Hödingen (ehem Hp)                                             | Hödingen (ehem Hp)                                             |
| ehemaliger Haltepunkt / Haltestelle                   | 27,700 | Walbeck (ehem Hp)                                              | Walbeck (ehem Hp)                                              |
| Abzweig geradeaus und nach links · Strecke von rechts |        |                                                                |                                                                |
|                                                       |        |                                                                |                                                                |
| Blockstelle · Blockstelle                             | 28,600 | Weferlingen Kalkwerk Awanst (zur Anschlussbahn Wegener)        | Weferlingen Kalkwerk Awanst (zur Anschlussbahn Wegener)        |
|                                                       |        |                                                                |                                                                |
| Abzweig geradeaus und von links · Strecke nach rechts |        |                                                                |                                                                |
| Abzweig geradeaus und nach links                      |        | Anschlussbahn Wefl-Z-02 der LWS                                | Anschlussbahn Wefl-Z-02 der LWS                                |
| Dienststation / Betriebs- oder Güterbahnhof           | 30,477 | Weferlingen Zuckerfabrik Bfu                                   | Weferlingen Zuckerfabrik Bfu                                   |
| Abzweig geradeaus und ehemals von links               |        | Anst Sand- und Tonwerk Walbeck                                 | Anst Sand- und Tonwerk Walbeck                                 |
| Abzweig geradeaus und von links                       |        | von Helmstedt                                                  | von Helmstedt                                                  |
| Betriebs-/Güterbahnhof Strecke ab hier außer Betrieb  | 31,911 | Weferlingen                                                    | Weferlingen                                                    |
| Strecke (außer Betrieb)                               |        | nach Oebisfelde                                                | nach Oebisfelde                                                |
|                                                       |        |                                                                |                                                                |
| Quellen:                                              |        |                                                                |                                                                |

| Blockstelle                                                   | 4,737 0,000 | Süplingen (Abzw)                                                                      | Süplingen (Abzw)                                                                      |
| Blockstelle                                                   | 2,200       | Dönstedt Steinwerke (Hp)                                                              | Dönstedt Steinwerke (Hp)                                                              |
|                                                               |             |                                                                                       |                                                                                       |
| Strecke von links · Abzweig ehemals geradeaus und nach rechts | 2,450       | Dönstedt Steinwerke (Awanst) (Gleisanschluss NNN; ehem Anst Bebertal Forsthaus Eiche) | Dönstedt Steinwerke (Awanst) (Gleisanschluss NNN; ehem Anst Bebertal Forsthaus Eiche) |
|                                                               |             |                                                                                       |                                                                                       |
| Bahnhof (Strecke außer Betrieb)                               | 6,100       | Bebertal ehem. Alvensleben-Dönstedt                                                   | Bebertal ehem. Alvensleben-Dönstedt                                                   |
| Strecke (außer Betrieb)                                       |             | nach Nordgermersleben (ehem geplant)                                                  | nach Nordgermersleben (ehem geplant)                                                  |

Die Bahnstrecke Haldensleben–Weferlingen ist eine rund 32 Kilometer lange eingleisige, nicht elektrifizierte Nebenbahn im westlichen Sachsen-Anhalt. Sie verbindet Haldensleben, die Kreisstadt des Landkreises Börde, mit dem westlich gelegenen Flecken Weferlingen, der seit 2010 ein Ortsteil von Oebisfelde-Weferlingen ist. Seit 1999 wird die Strecke nur im Güterverkehr und von gelegentlichen Museumszügen genutzt.

## Streckenbeschreibung
Der Haldenslebener Personenbahnhof der Strecke lag etwa 200 Meter nordwestlich des Bahnhofs Haldensleben an einem eigenen Bahnsteig. Von dort führt die Trasse parallel zur Strecke nach Oebisfelde. Nachdem der Mittellandkanal auf einer Brücke überquert wird, teilen sich die beiden Strecken. Nach Weferlingen geht es westwärts durch den Flechtinger Höhenzug und landwirtschaftlich geprägtes Land. Weferlingen liegt am östlichen Rand des Höhenzuges Lappwald. In der Nähe von Süplingen zweigt die Strecke nach Forsthaus Eiche (ehemals nach Bebertal) Richtung Süden ab.

## Geschichte

### Bis zum Ende des Zweiten Weltkriegs
Die Stadt Neuhaldensleben wurde 1872 durch die Magdeburg-Halberstädter Eisenbahngesellschaft (MHE) von Magdeburg aus an das Bahnnetz angeschlossen. Daraufhin gab es Bestrebungen, eine Verbindung von dort nach Weferlingen zu errichten. Die MHE weigerte sich jedoch, da sie die Strecke nicht für rentabel hielt. 1895 erhielt Weferlingen einen Bahnhof an der Bahnstrecke Helmstedt–Oebisfelde. Um die dortige Zuckerfabrik über eine Steilstrecke anzuschließen, baute man eine Zahnradbahn nach dem System Riggenbach.
1901 reichte Herrmann Bachstein Pläne zum Bau einer Bahnstrecke von Neuhaldensleben nach Weferlingen ein. Die Kleinbahn Neuhaldensleben–Weferlingen war Betreiber der Strecke. Am 15. März 1907 fuhren erstmals Güter- und Personenzüge von Weferlingen nach Behnsdorf. Ab dem 17. Mai 1907 verkehrten Personenzüge auf der Gesamtstrecke, vier Tage später auch Güterzüge. Anfangs fuhren täglich drei Personenzugpaare auf der Strecke, die gut ausgelastet waren. Auch der Güterverkehr war bis zum Ausbruch des Ersten Weltkriegs rentabel.
Am 19. August 1922 erfolgte die Fusion der KHW mit der Kleinbahn Neuhaldensleben–Gardelegen zur Gardelegen-Haldensleben-Weferlinger Kleinbahn (GHWK). Ab 1925 verkehrte unter anderem ein Benzoltriebwagen der Deutschen Werke Kiel. 1926 wurde eine Zweigstrecke von Süplingen Abzw nach Dönstedt-Alvensleben errichtet. Diese diente insbesondere zum Anschluss einiger Steinbrüche. Am 20. Januar 1927 wurde eine Anschlussbahn vom Bahnhof Weferlingen Zuckerfabrik zur Sandgrube Walbeck gebaut.
Am 29. Juni 1928 fuhren die ersten Güterzüge auf der Zweigstrecke nach Alvensleben. Am 8. Oktober desselben Jahres begann auch der Personenverkehr mit anfänglich vier Zugpaaren.
1926 hatte die GHWK mit dem Bau der Neuhaldenslebener Hafenbahn begonnen, die 1938 den Betrieb aufnahm. 1927–1930 musste die Strecke nach Weferlingen wegen des Baus des Mittellandkanals umtrassiert werden.
Zum 1. Februar 1933 wurde der Personenverkehr nach Dönstedt-Alvensleben eingestellt und durch Busse ersetzt. Ab dem 28. August 1933 wurden für den Bahnbetrieb umgebaute Doppelstockbusse aus Berlin angeschafft. Sie kamen auf dem gesamten Streckennetz der GHWK zum Einsatz, ab 1934 auch im Personenverkehr nach Alvensleben-Dönstedt. 1939 erwarb die GHWK moderne Dieseltriebwagen, so dass der Einsatz der Schienenomnibusse beendet werden konnte.
Die GHWK wurde 1943 in Gardelegen-Haldensleben-Weferlinger Eisenbahngesellschaft AG umbenannt. Zuvor war Neuhaldensleben in Haldensleben umbenannt worden. 1944 betrug die Reisezeit von Haldensleben nach Weferlingen West (später: Weferlingen) 70 Minuten.

### Seit 1945
Mit der Ziehung der innerdeutschen Grenze 1945 wurde die Strecke Helmstedt–Oebisfelde an drei Stellen unterbrochen. Der Abschnitt Weferlingen–Döhren, der im Gebiet der Sowjetischen Besatzungszone lag, wurde nun von Haldensleben aus befahren. Da die Grenze zur Britischen Besatzungszone noch nicht abgesichert war, waren diese Züge oft voll besetzt, da viele Einwohner im Westen Hamsterkäufe tätigten.
1949 wurde die Gesellschaft verstaatlicht. Die Strecke wurde der Reichsbahndirektion Magdeburg unterstellt. Der Endbahnhof der Stichstrecke wurde erst in Bebertal-Dönstedt, dann in Bebertal umbenannt.
Am 1. Juli 1957 wurde der vereinfachte Nebenbahnbetrieb eingeführt. Der Betrieb von Weferlingen nach Döhren wurde am 1. Oktober 1961 vor allem wegen der Nähe zur Grenze eingestellt. Ab diesem Jahr verlängerten sich die Fahrzeiten wegen des zunehmenden Verschleißes der Strecke. 1964 lag die durchschnittliche Reisezeit bei 100 Minuten. Am 30. Mai 1970 fuhren die letzten Züge bis Bebertal. Bis heute findet auf dem Abschnitt nach Forsthaus Eiche Güterverkehr statt. Dabei wird Material aus den dortigen Steinbrüchen abtransportiert.
Ab 1971 wurde die Strecke nach Weferlingen saniert; die Höchstgeschwindigkeit wurde auf 50 km/h angehoben. Der Personenverkehr wurde meist mit Triebwagen der Baureihe 171 (später: DB-Baureihe 771) durchgeführt.

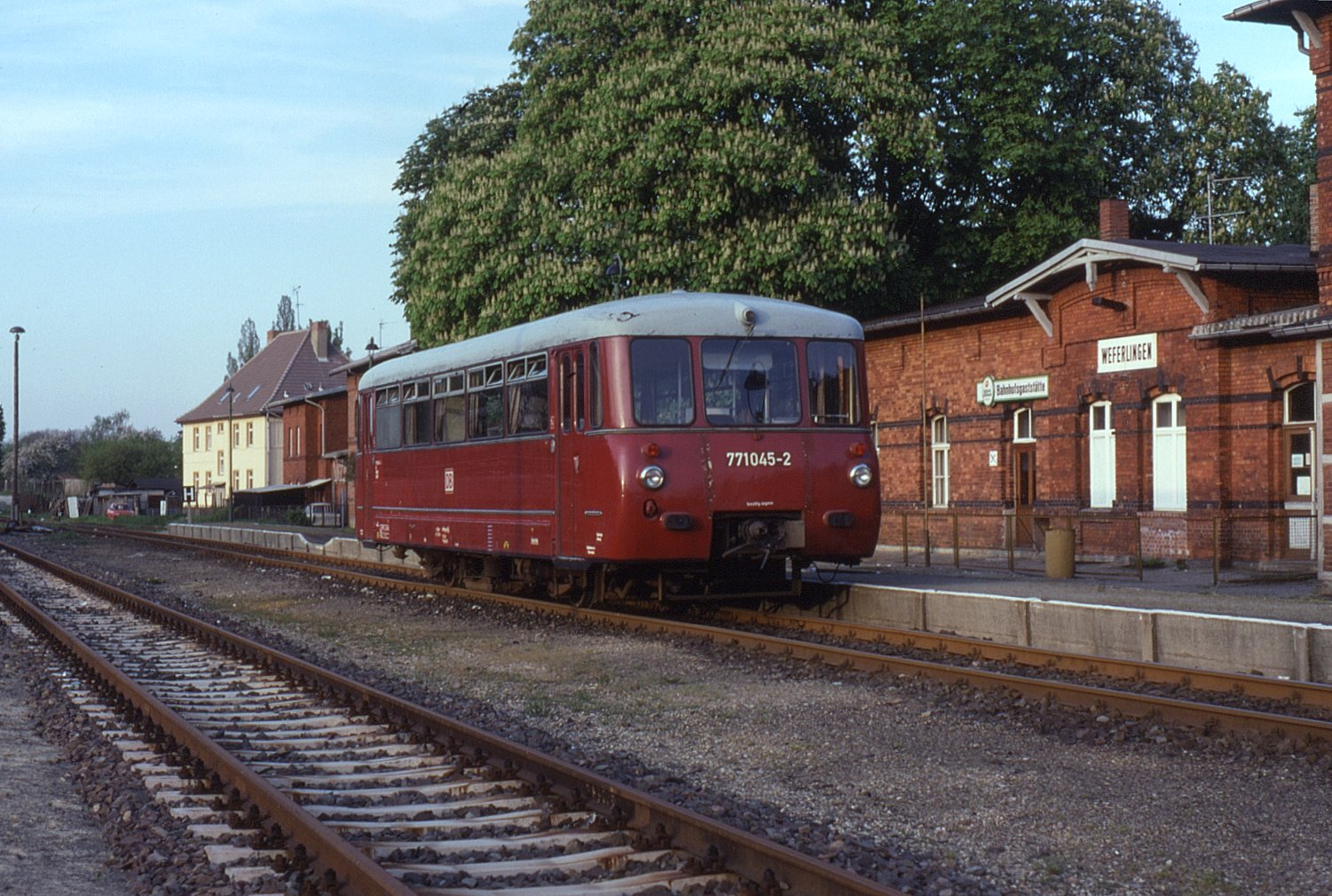
Triebwagen der Baureihe 771 in Weferlingen, 1994

Ab 1985 wurde die maximale Planlast der Güterzüge nach Forsthaus Eiche auf 1.800 Tonnen erhöht. Mit der Wende begann der Niedergang der Strecke. 1991 wurde die Zuckerfabrik Weferlingen geschlossen. Ab dem 31. Mai 1992 wurde das Personenzugangebot von sechs auf sieben Zugpaare erhöht, und die Güterverkehrsstrecke Weferlingen–Grasleben (ehemals bis Oebisfelde) wieder aufgebaut. 1996 fuhren weiterhin sieben Zugpaare, die für die 32 Kilometer lange Strecke 75 Minuten brauchten. Ab dem 24. Mai 1998 fuhren sogar acht Zugpaare im Zweistundentakt, die jedoch planmäßig rund 84 Minuten je Strecke unterwegs waren. Ende der 1990er Jahre gab es erstmals Sonderzüge auf der Strecke. Der reguläre Personenverkehr wurde jedoch am 29. Mai 1999 eingestellt.
Der Güterverkehr wird durch die Lappwaldbahn (LWB) und andere Eisenbahnverkehrsunternehmen durchgeführt. Der Streckenabschnitt Abzweig Florastraße–Emden (Kr Haldensleben) (einschließlich der Zweigstrecke Abzweig Süplingen–Dönstedt Steinwerke) gehört der Norddeutschen Natursteine Rail GmbH (NNRail), während der anschließende Abschnitt Emden (Kr Haldensleben)–Weferlingen der Lappwaldbahn Service GmbH (LWS) gehört, die auch den Betrieb für den ersten Streckenabschnitt bis 2020 durchführte. Seitdem liegt die Betriebsführung bei der Havelländischen Eisenbahn AG aus Wustermark, welche einen Zugleiter in Elstal einsetzt.